# Maresque
Les Maresques sont les noms donnés à des ruisseaux affluents de l'Aveyron, en aval de Rodez.

## Toponymie
Selon Émile Nègre ("Toponymie générale de la France"), ce nom désigne en occitan un cours d'eau qui traverse un terrain marécageux (maresc).

## Cours d'eau
En rive gauche, quatre d'entre eux prennent naissance sur les sommets du Ségala, à partir d'une ligne matérialisée par la route reliant Baraqueville à Rieupeyroux. Elles sont parallèles dans les vallées profondes difficiles d'accès. Confluents de l'Aveyron entre Moyrazès et Compolibat. On y pêche la truite, le goujon, le vairon.
- La Maresque de Moyrazès (10 km) à la Baraque et se jette aux Planques.
- La Maresque de Limayrac (8 km) en amont de ce village et se jette vers le Pont-Neuf (Rignac).
- La Maresque des Planques (9 km) naît 2 km avant Rieupeyroux et se jette au hameau des Planques du pont de Mirabel (confluent le ruisseau de Zahaux (7 km)).
- La Maresque de Prévinquières (6 km) naît sous Rieupeyroux, se jette 1 km en aval dui lui donne son nom (confluent de Jarlac)

En rive droite, 
- La Maresque du Pas (Druelle), aussi dénommée la Favasse sur la commune d'Onet-le-Château, prend sa source au sud de l'aéroport de Rodez-Marcillac. Sa longueur est de 10,8 km et son bassin versant a une surface de 22,8 km2.